# Arguello
Arguello – miejscowość i gmina we Włoszech, w regionie Piemont, w prowincji Cuneo.
Według danych na rok 2004 gminę zamieszkiwały 174 osoby, 34,8 os./km².